# Macaduma cristata
Macaduma cristata är en fjärilsart som beskrevs av Holloway 1979. Macaduma cristata ingår i släktet Macaduma och familjen björnspinnare. Inga underarter finns listade i Catalogue of Life.